# RnB contemporain français
Genres associés
Pop urbaine, zouk RnB, Raï N'B, zouk
Le RnB contemporain français — aussi abrégé et stylisé en R'n'B français, R&B français ou simplement RnB français — est un genre musical dérivé du rhythm and blues traditionnel, qui s'est développé en France à partir des années 1990. Ce genre mêle des influences du RnB contemporain américain, de la soul, du hip-hop, du funk, du zouk, des musiques africaines et de la pop française, tout en incorporant des éléments culturels et linguistiques propres à la France.

## Histoire

### Débuts avec le new jack swing français (années 1990)
Le RnB français émerge au début des années 1990, alors que le RnB américain connaît une popularité croissante dans le monde entier. Les premiers artistes français à adopter ce style font d'abord du new jack swing, un style de RnB qui fait fusionner les éléments du rap, du funk et du RnB.
Le premier groupe de RnB français à avoir sorti un maxi single en 1992 est le groupe N'Groove, composé des chanteurs Tino, Hasheem et Joce.
En 1994, parait la première compilation du RnB français Sensitive, New jack swing Vol. 1, produite par Benny Malapa, le producteur de Rapattitude. Sur cette compilation figurent les pionniers du RnB en France dont les chanteuses K-Reen et Sophie Afoy, Hasheem et le groupe Delavoix. La même année, le groupe Tribal Jam, composé des frères Moïse et Joseph N'Tumba, sort son premier album Tribal Jam, le premier single C'est La Nuit est un morceau qui reprend l'esthétique new jack swing.

### Premiers succès (1995–1999)
Le premier tube du RnB français est Dieu m'a donné la foi de la chanteuse Ophélie Winter. Le single parait en 1995 et se vend à plus de 500 000 exemplaires et est certifié disque d'or. Il marque aussi la fin de la prédominance du new jack swing français, remplacée par le son du « le groove à la française » de Fred Fraikin et Guy Waku, les producteurs belges d'origine congolaise de Dieu m'a donné la foi.
En 1997, le trio de chanteuses Melgroove, produit par Patrice Anoh, propose une reprise RnB de Pas Toi de Jean-Jacques Goldman qui rencontre un franc succès, et dont le single s'écoule à plus de 180 000 exemplaires. Il figure sur leur album Apoca arrive paru en 1998.
L'année suivante, le groupe Poetic Lover, grandement inspiré des Boyz II Men et gagnants du l'émission Graines de Star, sort son premier album Amants poétiques. Il s'écoule à plus de 300 000 exemplaires porté par le single Prenons notre temps. La même année, la chanteuse Lââm lance sa carrière grâce à une reprise RnB de Chanter pour ceux qui sont loin de chez eux de Michel Berger. Le single s'écoute à plus de 800 000 exemplaires, devenant tube de l'été 1998.

### Âge d'or (années 2000)
Les années 2000 sont souvent considérées comme l'âge d'or du RnB français. Des artistes comme Matt Houston, Wallen, Assia, Leslie, Singuila, Shy'm, Matt Pokora, Amel Bent ou encore Vitaa popularisent le genre grâce à des chansons mêlant des thèmes universels (l'amour, la résilience) et des productions modernes influencées par leurs homologues américains. L'album RnB 2 rue de Matt Houston devient le premier album de RnB à remporter une Victoires de la musique dans la catégorie du « meilleur album RnB » créée en 2002.
En parallèle, les collaborations entre artistes RnB et rappeurs, comme Booba, Rohff, Diam's ou Soprano, jouent un rôle clé dans la diffusion du genre auprès du grand public. Durant cette période, le RnB français bénéficie également d'une visibilité importante grâce à des chaînes de télévision musicales comme M6 Music Black. Cette dernière proposait un bloc de programmation dominical intitulé R'n'B France, diffusé de minuit à 3h du matin. Ce créneau mettait en avant des clips de chansons RnB françaises, contribuant ainsi à la popularité du genre auprès du public. Cette diffusion a lieu d'octobre 2009 à mars 2013.

### Influence de la pop urbaine (2018–2023)
À partir de 2018, le RnB français connaît un certain déclin. Ce recul est dû à la montée en puissance de la pop urbaine, un genre hybride mêlant des éléments de trap, d’afrobeat, de hip-hop, de la pop, du RnB et de dancehall. Des artistes comme Niska, Ninho ou Maes dominent les classements, reléguant le RnB traditionnel au second plan. Cette évolution est également marquée par une uniformisation des sonorités et une moindre exposition médiatique pour les artistes purement RnB.

### Retour progressif (depuis 2023)
Depuis 2023, le RnB contemporain français connaît un regain d’intérêt, porté par des artistes comme Tayc, Aya Nakamura et de nouvelles figures émergentes. Ces artistes revendiquent une esthétique RnB modernisée, tout en puisant dans les sonorités traditionnelles du genre. La montée des plateformes de streaming a également permis à des artistes indépendants de trouver leur public, contribuant à revitaliser le genre,

## Artistes et groupes
- Amel Bent[14],[15]
- Assia[14]
- Aya Nakamura[16]
- Chimène Badi[14]
- Corneille
- K-Reen[17],[14]
- Kayna Samet[14]
- Kenza Farah[15]
- Jena Lee[18]
- Léa Castel[17]
- Leslie[17],[19],[13]
- M. Pokora[14]
- Matt Houston[14]
- Melgroove[20]
- Nâdiya[15]
- Ophélie Winter[14]
- Sheryfa Luna[17]
- Shy'm[14]
- Tal[21],[14]
- Vitaa[19],[14]
- Wallen[14]
- Willy Denzey[14]
- Zaho[15],[14]